# Michele Gismondi
Michele Gismondi (Montegranaro, 11 giugno 1931 – Montegranaro, 4 settembre 2013) è stato un ciclista su strada italiano.
Professionista tra il 1952 e il 1960, fu medaglia d'argento ai mondiali di Zandvoort del 1959.

## Carriera
Iniziò la carriera da allievo nelle Marche per poi trasferirsi come dilettante nella Siof di Novi Ligure; in seguito passò alla Bianchi, dove divenne un fedele gregario di Fausto Coppi che seguirà anche nella Carpano-Coppi, nella Coppi-Ghigi e nella Tricofilina-Coppi. Concluse prematuramente la sua carriera nel 1960 alla Gazzola a seguito di un grave incidente avvenuto durante una corsa in pista che rischiò di ucciderlo.
Data la sua condizione di gregario ebbe poche opportunità di vittoria. Riuscì comunque a conquistare il Gran Premio Belmonte Piceno 1953, tre tappe del Gran Premio Ciclomotoristico, il Gran Premio d'Europa a Imola nel 1958 e la Coppa Agostoni nel 1959. Ebbe anche la soddisfazione di arrivare primo in una cronosquadre nell'11ª tappa del Giro d'Italia del 1953.
Ottenne anche diversi piazzamenti ai campionati del mondo: nel 1953 a Lugano arrivò quarto a 7'34" da Coppi, piazzamento che ripeté a Solingen nel 1954, mentre nel 1959 a Zandvoort giunse secondo, battuto in volata dal francese André Darrigade.

## Palmarès
- 1953 (Bianchi, una vittoria)

Gran Premio Industria (Belmonte Piceno)
- 1955 (Bianchi, due vittorie)

4ª tappa Gran Premio Ciclomotoristico (Salerno > Napoli)
5ª tappa, 1ª semitappa Gran Premio Ciclomotoristico (Napoli > Aprilia)
- 1957 (Bianchi, una vittoria)

4ª tappa Gran Premio Ciclomotoristico (Campobasso > Roccaraso)
- 1958 (Ghigi, una vittoria)

Gran Premio d'Europa a Imola
- 1959 (Tricofilina-Coppi, una vittoria)

Coppa Agostoni

### Altri successi
- 1953 (Bianchi)

11ª tappa Giro d'Italia (Aerautodromo di Modena, cronosquadre)

## Piazzamenti

### Grandi giri
- Giro d'Italia

1953: 38º
1954: 20º
1955: 13º
1956: ritirato
1958: 66º
1959: 16º
1960: 24º
- Tour de France

1959: 30º
- Vuelta a España

1959: ritirato

### Classiche monumento
- Milano-Sanremo

1950: 13º
1954: 13º
1955: 17º
1956: 39º
1958: 70º
1960: 45º
- Giro delle Fiandre

1954: 22º
1957: 18º
1960: 64º
- Parigi-Roubaix

1954: 22º
1957: 18º
1960: 64º
- Giro di Lombardia

1954: 12º
1955: 11º
1959: 21º

### Competizioni mondiali
- Campionati del Mondo

Lugano 1953 - In linea: 4º
Solingen 1954 - In linea: 4º
Zandvoort 1959 - In linea: 2º